# Markus (påve)
Markus, född i Rom, död 7 oktober 336, var påve från den 18 januari till sin död samma år, den 7 oktober 336. Helgon i katolska kyrkan, med festdag 7 oktober.

## Biografi
Liber Pontificalis skriver att Markus var romare, och att hans fars namn var Priscus. Konstantin den stores brev, som sammanfattar en biskopskonferens som tillkallats för att utreda striden mot donatismen, är adresserat till påve Miltiades och en Markus. Denne Markus tillhör uppenbarligen prästerskapet i Rom, antingen är han präst eller förste diakon. Möjligen är det samme Markus som denne påve. Datumet Markus valdes till påve, den 18 januari 336, härrör från Catalogus Liberianus, och är historiskt säkerställt, och så även hans dödsdatum, den 7 oktober, som kommer från Depositio episcoporum, vars första utgåva tillkom samma år som Markus avled, 336.
Angående Markus förhållningssätt eller gärningar i fråga om striden mot arianismen, som ansatte kyrkan hårt under hans tid, finns inga historiska fakta. Ett brev som han har påståtts ha skrivit till Athanasius är en senare förfalskning.
Liber Pontificalis tillskriver honom två författningar. Den ena av dessa skall han ha givit biskopen av Ostia palliet och gett denne till uppgift att konsekrera påven. Det är säkert att biskopen av Ostia mot slutet av 300-talet verkligen utförde den påvliga konsekrationen, Augustinus vittnar uttryckligen om detta. Det är inte osannolikt att det var Markus som införde detta privilegium i form av lag, men det skulle i så fall innebära att biskopen av Ostia inte hade detta uppdrag innan dess. Vad beträffar uppgiften om palliet kan detta inte bekräftas av samtida källor eftersom den tidigaste källan som behandlar ämnet kommer från 400- och 500-talen, och den äldsta skriftliga källan som anger att påven ger någon palliet från 500-talet.
Liber Pontificalis anmärker följande om Markus: Et constitutum de omni ecclesia ordinavit, men vi vet inte vilken författning som åsyftas. Uppförandet av två basilikor tillskrivs denne påve av Liber Pontificalis. En av dessa byggdes innanför stadsmurarna i området "juxta Pallacinis"; det är San Marco, som emellertid fått sin yttre fasad genom yngre förändringar. Den nämns på 400-talet som en titulus, så den kan utan svårigheter hänföras till Markus.
Den andra basilikan uppfördes utanför stadsmurarna. Det var en gravkyrka som påven reste över Balbinas katakomb, mellan Via Appia och Via Ardeatina. Påven fick land och liturgisk inredning av kejsar Konstantin II till båda kyrkorna. Markus begravdes först i Balbinas katakomber. Hans grav nämns uttryckligen i itinerarier från 600-talet.
Sedan Martyrologium Hieronymianum införde Markus i helgonkalendern, har hans festdag firats den 7 oktober. En lovsång som Damasus I författat till Markus finns bevarad, dock något förvrängd.
Hans reliker vördas numera i kyrkan San Marco vid Piazza Venezia i Rom.